# Оррі Сігірдур Омарссон
Оррі Сігірдур Омарссон (ісл. Orri Sigurður Ómarsson, нар. 18 лютого 1995) — ісландський футболіст, захисник клубу «Валюр» та національної збірної Ісландії. Виступав також за низку ісландських і закордонних клубів. Чемпіон Ісландії. Володар Кубка ісландської ліги.

## Клубна кар'єра
Оррі Сігірдур Омарссон народився 1995 року, та є вихованцем юнацької команди футбольного клубу ХК (Коупавогур). У 2010 році Омарссон розпочав грати в основній команді клубу ХК, а в 2012 році перебрався до данського клубу «Орхус», де спочатку перебував у другій команді, а з 2014 року перебував у основній команді, проте за основну команду клубу так і не зіграв.
У 2015 році футболіст повернувся на батьківщину до клубу «Валюр», у якому грав до 2017 року. На початку 2018 року ісландський захисник перейшов до норвезького клубу «Сарпсборг 08», проте в першій половині року грав у оренді в іншому норвезькому клубі «Хамаркамератене».
З 2019 року Оррі Сігірдур Омарссон грає на батьківщині в клубі «Валюр». У складі команди футболіст у 2020 році став чемпіоном Ісландії, а в 2025 році володарем Кубка ісландської ліги.

## Виступи за збірні
У 2010 року Оррі Сігірдур Омарссон дебютував у складі юнацької збірної Ісландії, загалом на юнацькому рівні взяв участь у 46 іграх, відзначившись 4 забитими голами.
Протягом 2013—2016 років Омарссон грав у складі молодіжної збірної Ісландії. На молодіжному рівні футболіст зіграв у 21 офіційному матчі.
У 2017 році Омарссон дебютував в офіційних матчах у складі національної збірної Ісландії. У складі національної збірної футболіст станом на травень 2025 року зіграв 3 матчі, в яких забитими голами не відзначився.

## Титули і досягнення
- Чемпіон Ісландії (2):

«Валюр»: 2017, 2020
- Володар Кубка ісландської ліги (2):

«Валюр»: 2023, 2025
- Володар Кубка Ісландії (2):

«Валюр»: 2015, 2016
- Володар Суперкубка Ісландії (2):

«Валюр»: 2016, 2017